# Viktor Tsjernov

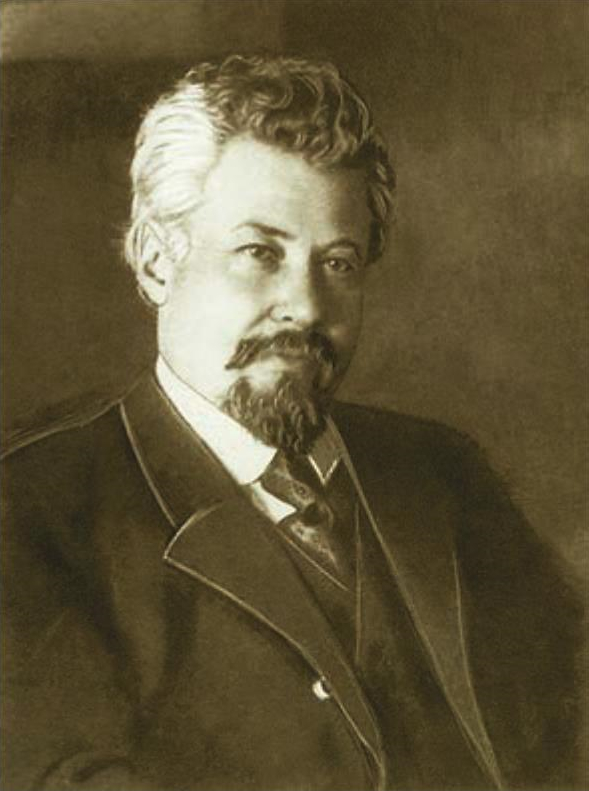
Viktor Tsjernov, 1917.

Viktor Michailovitsj Tsjernov (Russisch: Ви́ктор Миха́йлович Черно́в) (Kamysjin, 7 december 1873 - New York, 15 april 1952) was een Russisch revolutionair, medeoprichter en leider van de Sociaal-Revolutionaire Partij en theoreticus van de sociaaldemocratie.

## Leven en werk
Tsjernov was de zoon van een voormalig lijfeigene die zich opgewerkt had tot ambtenaar. Hij bezocht het gymnasium en kwam daar in aanraking met de ideeën van narodniki als Nikolaj Dobroljoebov en Nikolaj Michailovski. Vanaf 1893 was hij actief als revolutionair. In 1894 werd hij voor negen maanden gevangengezet in de Petrus- en Paulusvesting wegens revolutionaire activiteiten. Later werd hij een tijd lang verbannen naar Siberië. In 1901 behoorde hij tot de oprichters van de Sociaal-Revolutionaire Partij, waarvoor hij ook het partijprogramma schreef. Hij werd hoofdredacteur van de socialistische krant 'Revolutionair Rusland'.
In 1907 werd Tsjernov gekozen in de tweede Russische Doema, als voorman van de Sociaal-Revolutionaire Partij. Het betekende het begin van een politieke carrière. Hij nam deel aan de Zimmerwaldconferentie in 1915, tijdens welke hij zich opstelde tegen de Eerste Wereldoorlog vanuit het belang van de boeren. In 1917 werd hij minister van landbouw in de Voorlopige Regering van Aleksandr Kerenski. Na de Oktoberrevolutie was hij korte tijd voorzitter van de democratisch gekozen Russische Grondwetgevende Vergadering, totdat de bolsjewieken deze begin 1918 ontbonden. Later dat jaar maakte hij nog even deel uit van het contrarevolutionaire Comité van Leden van de Constitutionele Raad in Samara. Uiteindelijk vluchtte hij via Tsjecho-Slowakije naar Parijs, waar hij een vooraanstaande rol zou innemen onder de witte emigranten. In 1940 emigreerde hij naar de Verenigde Staten, waar hij in 1952 te New York overleed.
Niettegenstaande zijn revolutionaire en politieke activiteiten gold Tsjernov vooral ook als theoreticus. Hij schreef van 1901 tot aan het einde van zijn leven diverse toonaangevende werken over de sociaaldemocratie. Hij bepleitte sociale veranderingen langs de weg van politieke hervorming. In de jaren voor de Russische Revolutie voerde hij daarover diverse polemieken met Lenin, die een voorstander was van verandering door revolutie,